# Carlos Mestre y Marzal
Carlos Mestre y Marzal (Valencia, 1818-Puertollano, 1876) fue un médico español.

## Biografía
Nacido en Valencia el 30 de agosto de 1818, ejerció como médico-director de los baños minerales de la ciudad ciudadrealeña de Puertollano, así como también lo fue previamente de los de Buyeres de Nava, en la provincia de Oviedo. Fue autor de obras como El Tarantulismo, Consejos á la niñez o Rápida ojeada sobre las aguas acídulo-alcalino-ferruginosas de Puertollano, entre otras. Perteneciente a diversas sociedades científicas, colaboró en publicaciones periódicas como El Siglo Médico, El Genio Médico Quirúrgico, El Teatro o El Bazar, entre otras. Falleció en Puertollano el 4 de agosto de 1876.